# Phlojodicarpus komarovii
Phlojodicarpus komarovii är en flockblommig växtart som beskrevs av Gorovoj. Phlojodicarpus komarovii ingår i släktet Phlojodicarpus och familjen flockblommiga växter. Inga underarter finns listade i Catalogue of Life.